# 堀義貴
堀 義貴（ほり よしたか、1966年6月20日 - ）は、日本の芸能プロモーター、元ラジオディレクター。ホリプロ代表取締役会長兼社長。2013年より日本音楽事業者協会会長。
ホリプロ創業者で元会長の堀威夫の次男。兄はホリプロ・エンターテインメント・グループ・インク社長の堀一貴。既婚。

## 来歴
東京都・赤坂出身。（本人いわく「赤坂の繁華街のど真ん中」）
暁星幼稚園、暁星小学校、暁星中学校・高等学校卒業。1989年3月、成蹊大学法学部卒業後の同年4月、ニッポン放送に入社。（入社時の保証人は永島達司。父の友人でもあった。）同期入社は、現：CP局アナウンス室室長の増山さやか、元ディレクター、プロデューサーで現：ビジネス開発センター長の節丸雅矛、元ディレクター、エンターテインメント開発部副部長、不動産投資家の菅沼尚宏（アユカワタカヲ）。入社以後、編成局制作部に所属。ラジオ番組の企画コーナーに出演したり『つかこうへいラジオCM劇場』を担当するなど（つかに気に入られていた。）楽しく仕事をしていたが、希望していた現場ディレクターをやる機会には恵まれなかった。その頃から父に「うちに来ないか」と誘われていたが、「ホリプロはお堅いから嫌だ」と何度も断っていた。最終的に「お前がニッポン放送みたいに変えればいいじゃないか」と口説かれ、入社を決意。
1993年4月付でニッポン放送を退社。1ヶ月のブランクを経て同年6月付の26歳のときに家業である芸能プロダクションのホリプロに入社。
1996年に古巣であるニッポン放送と協業し、バーチャルアイドル・伊達杏子 DK-96をプロデュース。
お笑いタレントの育成にも取り組み、さまぁ～ずの改名に関与。2003年に「M2カンパニー」をホリプロコムとしてホリプログループに加える（現在は同社会長を兼務）。
2002年、36歳のときに代表取締役社長に就任。2022年6月15日付で社長を退任しホリプログループ会長に就任する予定だが、グループ最高経営責任者の地位にあることに変更はない。
海外ミュージカルの誘致に尽力し、2017年に『ビリー・エリオット〜リトル・ダンサー〜』（2020年に再演予定だったがコロナ禍で全60公演が中止となるも、秋に一部公演。）2018年の『メリー・ポピンズ』といったビッグタイトルの国内上演を立て続けに成功させ、さらには出資した『バンズ・ヴィジット』がトニー賞を受賞するなど“ミュージカル界の風雲児”とも呼ばれている。

## 制作番組
- 伊集院光のOh!デカナイト※「さよなら!尾行マン」担当ディレクター
- B21スペシャルの活躍金曜日　　※担当チーフディレクター

## 人物
ニッポン放送在籍時に担当した番組内で、街で見かけた女性を勝手に家まで尾行しそれを実況するという番組内の企画に「尾行マン」として出演。
自著によれば内部組織改革や採用試験の選考方法を一変させ、採用試験に際しては就職面接マニュアル本まで取り寄せ、マニュアル通りの応答をした学生を落とすよう指示したという。また渡辺晋同様タレントの売り出し方等にもチェックが厳しく、朝礼では公式ホームページの更新頻度にいたるまで指図する事があるという。
父・威夫がレコード会社の関係者からいい学校があると聞き、6歳上の兄が暁星小学校へ通い、義貴は幼稚園から暁星学園に通った。なお、兄について「真面目」とし「親は『お兄さんは本当に大人しくて優等生で…それに比べて弟は…』っていつも言われてた。」とインタビューで語っている。
子供の頃の夢はコメディアン。三木のり平やフランキー堺、フーテンの寅さんが好きだった。
暁星学園の1年先輩に香川照之がいる。香川について「『女優・浜木綿子の息子」としても有名だったが、頭脳明晰でフランス語も原書で読んでいた」と語っている。
子供の頃から物怖じしない性格。子供の頃から生意気なガキだと言われ、父の事務所の人にも罵詈雑言を浴びせて不興を買っていた。家業が芸能プロダクションだと知ったのは小学校2、3年の頃で、和田アキ子にも「ゴリラ！」など悪口を言ったことがあり、向こうも「クソガキ」と返してきたという。ニッポン放送をやめてホリプロに入るときも「あんたが社長になったら、うちは辞めるわ」と和田に言われたが、今は和田から「ワカ」と呼ばれている。
先述のように、物怖じしない性格だったため父に連れられて業界のパーティによく顔を出していた。あるとき、見るからに大物のオーラを漂わせている御仁に出会い、挨拶に行くと渡辺プロダクション・渡辺晋（当時社長）だった。渡辺から「将来君はどうするの？」と聞かれ「いや、なにも考えてないですね」と答えた際に「ダメだよ、お父さんの跡を継がないと。お父さんがこれだけやってきたことが無駄になるじゃないか」と返された。その言葉があとになって、ズシンと響いてきたと明かしている。
ホリプロ入社時、社内での呼び名を社員同士で相談されたが（社内には父、父の従弟、先に入社していた兄がいて混乱するため）最終的には「義貴ちゃん」となった。

## 著書
- 『これだけ差がつく!「感じる人」「感じない人」 ホリプロ社長が教えるチャーミングな組織のつくり方』 (2005年, PHP研究所) ISBN 4569641849